# 对叶韭
对叶韭（学名：Allium victorialis var. listera）是葱科葱属的变种。分布在中国大陆的陕西、河南、河北、山西、安徽等地，生长于海拔1,300米至2,000米的地区，一般生长在林下、阴湿山坡或草坡，目前尚未由人工引种栽培。